# District du Waikato
Pour les articles homonymes, voir Waikato.

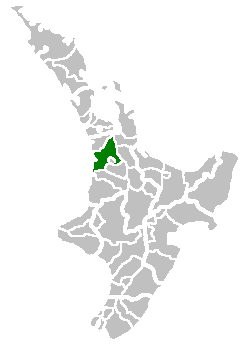
Localisation du district du Waikato sur une carte de l'île du Nord.

Le district du Waikato est situé dans la région du Waikato, dans l'île du Nord de la Nouvelle-Zélande. Administré par le Conseil du district du Waikato (Waikato District Council), celui-ci est sis à Ngaruawahia.
Le district, qui s'étend sur 3 188,89 km2, est centré au nord et ouest de la ville de Hamilton et comprend grande partie du nord des plaines du Waikato (en) ainsi que les monts Hakarimata (en), sur côte de la mer de Tasman. Le nord du district abrite la plaine inondable marécageuse du fleuve Waikato ainsi que plusieurs petits lacs, dont le plus grand est le lac Waikare.
À part Ngaruawahia, les plus grands établissements sont Huntly, Raglan, et Te Kauwhata. Les principales industries de la région sont la laitière, la sylviculture et les mines de charbon (il y a une grande centrale électrique au charbon près de Huntly). Te Kauwhata est au centre d'une région connue pour ses vins.
Le district comptait 43 959 habitants lors du recensement de 2006, dont 6 834 à Huntly, 5 106 à Ngaruawahia, 2 637 à Raglan, et 1 294 à Te Kauwhata.

## Sources
- (en) Waikato District Council
- (en) Final counts – census night and census usually resident populations, and occupied dwellings - Waikato Region, Statistics New Zealand

- (en) Cet article est partiellement ou en totalité issu de l’article de Wikipédia en anglais intitulé « Waikato District » (voir la liste des auteurs).